# Ali Mirza
Ali Mirza (mort 1494) fou el fill gran del Shaykh Haydar, el cap de la congregació safàvida, i d'Alamshag Begum, filla de l'emir ak koyunlu Uzun Hasan. A la mort del seu pare en combat el 9 de juliol de 1488, Ali el va succeir al front de la congregació i va assolir el títol de padishah (rei) donant a entendre que aspirava al poder temporal a més a més de l'espiritual. Molts sufites es van unir a ell a Ardabil i el van incitar a venjar la mort del pare; això va alarmar al ak koyunlu Yakub que va arrestar a Ali Mirza, a la seva mare i a dos germans i els va empresonar a la fortalesa d'Istakhr a Fars. La seva vida fou respectada per intercessió de la seva mare (germana de Yakub). Fou alliberat al cap de quatre anys i mig (1493) per ordre de l'emir ak koyunlu Rustam, un dels pretendents a la successió a la mort de Yakub, que volia el suport dels safàvides i li va oferir a canvi el tron de Pèrsia per quan ell fos mort. Ali Mirza el va ajudar a derrotar el rival Baysonghor Mirza (agost del 1493). El 1494 Rustam es va adonar del perill que representaven els safàvides i va arrestar a Ali Mirza i als seus germans; assabentat que es planejava la seva mort, Ali Mirza va fugir amb les seves germanes i alguns companys cap a Ardabil. Rustam el va fer perseguir. En el camí Ali va designar al seu germà Ismail com a successor i el va enviar a Ardabil i ell es va quedar enrere. Ali Mirza fou capturat a Shamasbi prop d'Ardabil i assassinat immediatament. Fou enterrat a Ardabil.